# By Design
By Design ist eine Tragikomödie von Amanda Kramer. Der Film mit Juliette Lewis, Mamoudou Athie, Melanie Griffith, Samantha Mathis, Robin Tunney und Udo Kier in den Hauptrollen feierte Ende Januar 2025 beim Sundance Film Festival seine Premiere.

## Handlung
Camilles Freundinnen benutzen sie lediglich, um über sich selbst zu sprechen. Als Camille sich in einen Stuhl verliebt, den sie sich nicht leisten kann, wird sie zum Stuhl, und in dieser Gestalt gefällt sie allen besser.

## Produktion
Regie führte Amanda Kramer, die auch das Drehbuch schrieb.
Juliette Lewis spielt Camille. Mamoudou Athie ist in der Rolle des schönen Klavierspielers Olivier zu sehen. Weiter auf der Besetzungsliste finden sich Melanie Griffith, Samantha Mathis, Robin Tunney und Udo Kier.
Die Weltpremiere des Films fand am 23. Januar 2025 beim Sundance Film Festival statt. Im Juni 2024 wird By Design bei Frameline49, der 49. Ausgabe des San Francisco International LGBTQ+ Film Festivals, gezeigt.

## Rezeption

### Kritiken
Der Film konnte 73 Prozent der bei Rotten Tomatoes aufgeführten Kritiker überzeugen.
Mae Abdulbaki schreibt in ihrer Kritik für screenrant.com, durch Camilles verändertes Verhalten analysiere der Film unsere Vorliebe für materielle Güter in Abwesenheit echter Liebe und Fürsorge. Amanda Kramers Dialoge und die dazugehörigen Darbietungen seien gestelzt, woran man sich erst gewöhnen müsse. Mit bewegenden Darbietungen von Juliette Lewis und Mamoudou Athie untersuche By Design das Thema Einsamkeit und zeichne ein trauriges, satirisches Porträt der Existenz von Menschen mit dem einfachen Wunsch, bedingungslos gesehen, geliebt und umsorgt zu werden.

### Auszeichnungen
Sundance Film Festival 2025
- Nominierung für den NEXT Innovator Award (Amanda Kramer)[1]